# Ivan Fuček

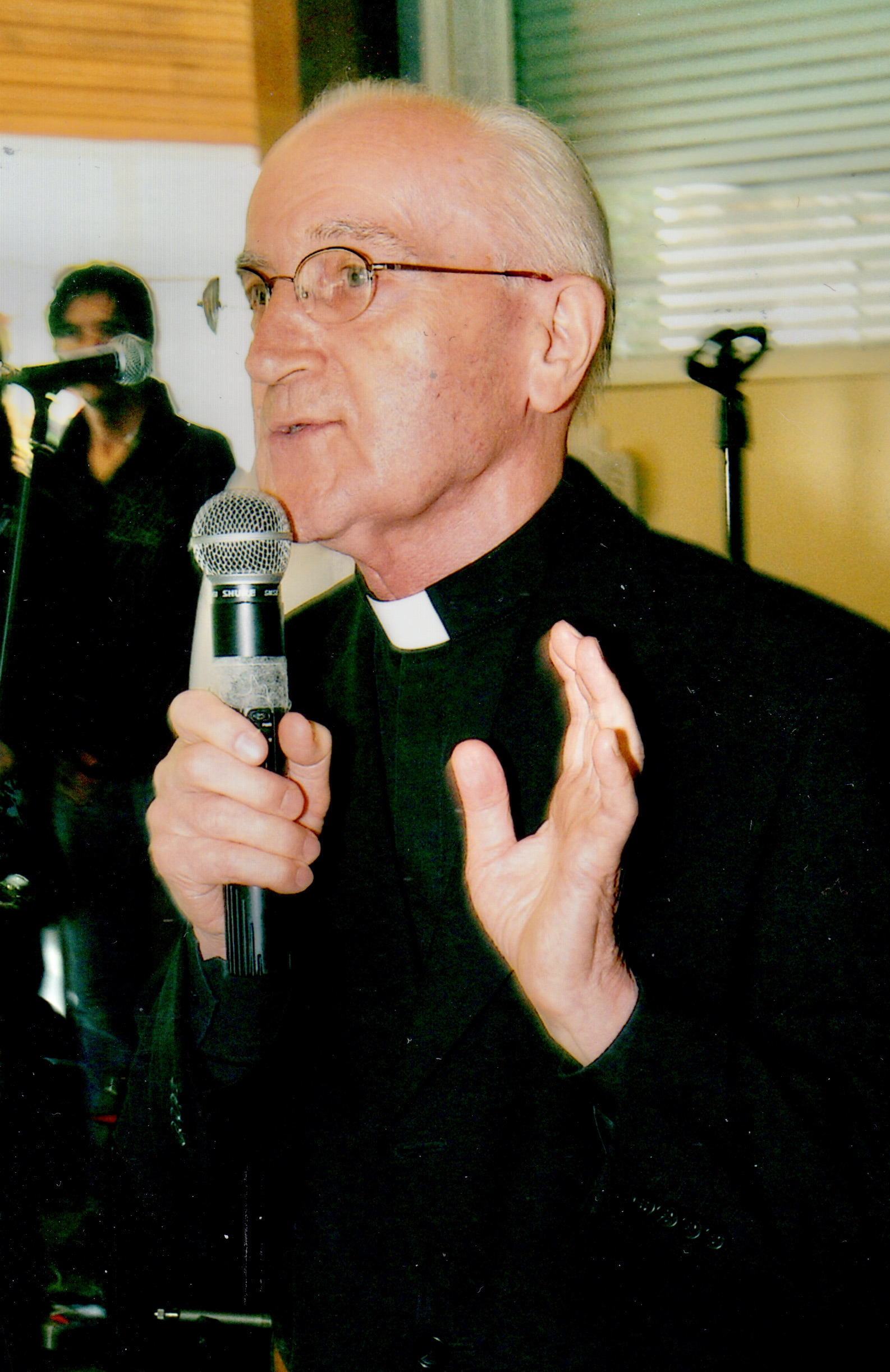
Ivan Fuček

Ivan Fuček SJ (* 1. Juli 1926 in Đurđevac, Königreich der Serben, Kroaten und Slowenen; † 12. Januar 2020 in Zagreb) war ein jugoslawischer bzw. kroatischer römisch-katholischer Priester, Theologe und Autor.

## Leben
Ivan Fuček gehörte der Ordensgemeinschaft der Jesuiten an und lehrte an der Katholischen Theologischen Fakultät in Zagreb (Katoličkom bogoslovnom fakultetu (KBF)) und am Philosophisch-Theologischen Institut der Gesellschaft Jesu (Filozofsko-teološkom institutu Družbe Isusove (FTI)). Seit 1980 unterrichtete er Moraltheologie an der Päpstlichen Universität Gregoriana in Rom. Er war Mitglied der Internationalen Theologenkommission (1980–1985), des Bioethischen Zentrums der Katholischen Universität vom Heiligen Herzen in Mailand und verschiedener Berufsverbände und Kommissionen. Zudem war er von 1995 bis 2010 für die Apostolische Pönitentiarie als Theologe tätig.
Er war Verfasser von 27 Büchern und mehreren 100 wissenschaftlichen Aufsätzen. Hervorzuheben ist eine Reihe von zehn Büchern zum moralisch-spirituellen Leben (2003–2010), die die christliche Moral und Askese pastoral und verständlich darstellt.
Der kroatische Präsident Franjo Tuđman ehrte ihn 1998 mit dem Verdienstorden. Seit 2010 war er Ehrenbürger seiner Heimatstadt Đurđevac.

## Schriften (Auswahl)
- Il Peccato Oggi: Riflessione Teologico Morale (Fuori Collana), 1996, ISBN 978-88-7652-634-3 (italienisch)
- La sessualità al servizio dell’amore (Biblioteca di ricerche teologiche), Edizioni Dehoniane 1996, ISBN 978-88-396-0524-5 (italienisch)
- Moralno-duhovni život. Osoba / Savjest - 1. svezak, Verbum 2003, ISBN 978-953-6197-66-8
- Zakon - Vjera, Verbum 2004, ISBN 978-953-6197-93-4
- Život - Smrt, Verbum 2008, ISBN 978-953-235-145-3
- Roditelji, djeca - Moralno-duhovni život, Verbum 2008, ISBN 978-953-235-122-4
- Vjerovati - Živjeti Moralno-duhovni život, Verbum 2010, ISBN 978-953-235-230-6